# Temporada 2022 de Deutsche Tourenwagen Masters
La temporada 2022 de Deutsche Tourenwagen Masters fue la edición número 23 de dicho campeonato desde su reaparición en el año 2000. Inició en abril y finalizó en octubre.
Sheldon van der Linde logró el Campeonato de Pilotos en la última carrera, en Hockenheim.

## Equipos y pilotos
| Fabricante   | Automóvil                   | Equipo                             | N.º | Pilotos               | Estado | Rondas   |
| ------------ | --------------------------- | ---------------------------------- | --- | --------------------- | ------ | -------- |
| Audi         | Audi R8 LMS Evo II          | Team Abt Sportsline                | 3   | Kelvin van der Linde  |        | Todas    |
| Audi         | Audi R8 LMS Evo II          | Team Abt Sportsline                | 7   | Ricardo Feller        | J      | Todas    |
| Audi         | Audi R8 LMS Evo II          | Team Abt                           | 33  | René Rast             |        | Todas    |
| Audi         | Audi R8 LMS Evo II          | Team Rosberg                       | 12  | Dev Gore              |        | Todas    |
| Audi         | Audi R8 LMS Evo II          | Team Rosberg                       | 51  | Nico Müller           |        | Todas    |
| Audi         | Audi R8 LMS Evo II          | Attempto Racing                    | 66  | Marius Zug            | J      | Todas    |
| BMW          | BMW M4 GT3                  | Walkenhorst Motorsport             | 10  | Esteban Muth          | J      | 1-6      |
| BMW          | BMW M4 GT3                  | Walkenhorst Motorsport             | 10  | Leon Köhler           |        | 7-8      |
| BMW          | BMW M4 GT3                  | Walkenhorst Motorsport             | 11  | Marco Wittmann        |        | Todas    |
| BMW          | BMW M4 GT3                  | Walkenhorst Motorsport             | 34  | Theo Oeverhaus        | I      | 5        |
| BMW          | BMW M4 GT3                  | Schubert Motorsport                | 25  | Philipp Eng           |        | Todas    |
| BMW          | BMW M4 GT3                  | Schubert Motorsport                | 31  | Sheldon van der Linde |        | Todas    |
| BMW          | BMW M4 GT3                  | Ceccato Motors                     | 50  | Timo Glock            | I      | 3        |
| Ferrari      | Ferrari 488 GT3 Evo 2020    | AlphaTauri AF Corse                | 37  | Sébastien Loeb        |        | 1        |
| Ferrari      | Ferrari 488 GT3 Evo 2020    | AlphaTauri AF Corse                | 37  | Nick Cassidy          |        | 2-3, 5-8 |
| Ferrari      | Ferrari 488 GT3 Evo 2020    | AlphaTauri AF Corse                | 37  | Ayhancan Güven        |        | 4        |
| Ferrari      | Ferrari 488 GT3 Evo 2020    | Red Bull AF Corse                  | 74  | Felipe Fraga          |        | Todas    |
| Lamborghini  | Lamborghini Huracán GT3 Evo | GRT grasser-racing.com             | 6   | Alessio Deledda       |        | Todas    |
| Lamborghini  | Lamborghini Huracán GT3 Evo | GRT grasser-racing.com             | 85  | Clemens Schmid        |        | Todas    |
| Lamborghini  | Lamborghini Huracán GT3 Evo | GRT Grasser Racing Team            | 19  | Rolf Ineichen         |        | 1-3, 5-8 |
| Lamborghini  | Lamborghini Huracán GT3 Evo | GRT Grasser Racing Team            | 19  | Franck Perera         |        | 4        |
| Lamborghini  | Lamborghini Huracán GT3 Evo | GRT Grasser Racing Team            | 63  | Mirko Bortolotti      |        | Todas    |
| Lamborghini  | Lamborghini Huracán GT3 Evo | T3 Motorsport                      | 26  | Esmee Hawkey          |        | 1-2      |
| Lamborghini  | Lamborghini Huracán GT3 Evo | T3 Motorsport                      | 95  | Nicki Thiim           |        | 1-2      |
| Mercedes-AMG | Mercedes-AMG GT3 Evo        | Mercedes-AMG Team Winward Racing   | 1   | Maximilian Götz       |        | Todas    |
| Mercedes-AMG | Mercedes-AMG GT3 Evo        | Mercedes-AMG Team Winward          | 22  | Lucas Auer            |        | Todas    |
| Mercedes-AMG | Mercedes-AMG GT3 Evo        | Mercedes-AMG Team Winward          | 27  | David Schumacher      | J      | Todas    |
| Mercedes-AMG | Mercedes-AMG GT3 Evo        | Mercedes-AMG Team HRT              | 4   | Luca Stolz            |        | Todas    |
| Mercedes-AMG | Mercedes-AMG GT3 Evo        | Mercedes-AMG Team HRT              | 36  | Arjun Maini           |        | Todas    |
| Mercedes-AMG | Mercedes-AMG GT3 Evo        | Mercedes-AMG Team Mücke Motorsport | 18  | Maximilian Buhk       |        | Todas    |
| Mercedes-AMG | Mercedes-AMG GT3 Evo        | Mercedes-AMG Team GruppeM Racing   | 55  | Mikaël Grenier        |        | Todas    |
| Mercedes-AMG | Mercedes-AMG GT3 Evo        | Mercedes-AMG Team GruppeM Racing   | 88  | Maro Engel            |        | Todas    |
| Porsche      | Porsche 911 GT3 R           | KÜS Team Bernhard                  | 24  | Thomas Preining       |        | Todas    |
| Porsche      | Porsche 911 GT3 R           | SSR Performance                    | 92  | Laurens Vanthoor      |        | 1-7      |
| Porsche      | Porsche 911 GT3 R           | SSR Performance                    | 92  | Christian Engelhart   |        | 8        |
| Porsche      | Porsche 911 GT3 R           | SSR Performance                    | 94  | Dennis Olsen          |        | Todas    |

| Icono | Leyenda  |
| ----- | -------- |
| J     | Júnior   |
| I     | Invitado |

## Calendario
| Ronda    | Ronda | Circuito                                     | Fecha            |
| -------- | ----- | -------------------------------------------- | ---------------- |
| 1        | C1    | Autódromo Internacional do Algarve, Portimão | 30 de abril      |
| 1        | C2    | Autódromo Internacional do Algarve, Portimão | 1 de mayo        |
| 2        | C1    | Lausitzring, Klettwitz                       | 21 de mayo       |
| 2        | C2    | Lausitzring, Klettwitz                       | 22 de mayo       |
| 3        | C1    | Autodromo Enzo e Dino Ferrari, Imola         | 18 de junio      |
| 3        | C2    | Autodromo Enzo e Dino Ferrari, Imola         | 19 de junio      |
| 4        | C1    | Norisring, Núremberg                         | 2 de julio       |
| 4        | C2    | Norisring, Núremberg                         | 3 de julio       |
| 5        | C1    | Nürburgring, Nürburg                         | 27 de agosto     |
| 5        | C2    | Nürburgring, Nürburg                         | 28 de agosto     |
| 6        | C1    | Circuito de Spa-Francorchamps, Spa           | 10 de septiembre |
| 6        | C2    | Circuito de Spa-Francorchamps, Spa           | 11 de septiembre |
| 7        | C1    | Red Bull Ring, Spielberg                     | 24 de septiembre |
| 7        | C2    | Red Bull Ring, Spielberg                     | 25 de septiembre |
| 8        | C1    | Hockenheimring, Hockenheim                   | 8 de octubre     |
| 8        | C2    | Hockenheimring, Hockenheim                   | 9 de octubre     |
| Fuentes: |       |                                              |                  |

## Resultados
| Ronda   | Ronda | Ronda             | Pole position         | Vuelta rápida         | Piloto ganador        | Equipo ganador            | Fabricante ganador |
| ------- | ----- | ----------------- | --------------------- | --------------------- | --------------------- | ------------------------- | ------------------ |
| 1       | C1    | Portimão          | Mirko Bortolotti      | Luca Stolz            | Lucas Auer            | Mercedes-AMG Team Winward | Mercedes-AMG       |
| 1       | C2    | Portimão          | Nico Müller           | Felipe Fraga          | Nico Müller           | Team Rosberg              | Audi               |
| 2       | C1    | Lausitz           | Lucas Auer            | Sheldon van der Linde | Sheldon van der Linde | Schubert Motorsport       | BMW                |
| 2       | C2    | Lausitz           | Sheldon van der Linde | Maro Engel            | Sheldon van der Linde | Schubert Motorsport       | BMW                |
| 3       | C1    | Imola             | René Rast             | Mirko Bortolotti      | René Rast             | Team Abt                  | Audi               |
| 3       | C2    | Imola             | Ricardo Feller        | Nick Cassidy          | Ricardo Feller        | Team Abt Sportsline       | Audi               |
| 4       | C1    | Norisring         | Kelvin van der Linde  | Thomas Preining       | Thomas Preining       | KÜS Team Bernhard         | Porsche            |
| 4       | C2    | Norisring         | Felipe Fraga          | Mirko Bortolotti      | Felipe Fraga          | Red Bull AF Corse         | Ferrari            |
| 5       | C1    | Nürburgring       | Mirko Bortolotti      | Kelvin van der Linde  | Sheldon van der Linde | Schubert Motorsport       | BMW                |
| 5       | C2    | Nürburgring       | Sheldon van der Linde | Luca Stolz            | Luca Stolz            | Mercedes-AMG Team HRT     | Mercedes-AMG       |
| 6       | C1    | Spa-Francorchamps | Dennis Olsen          | Maximilian Götz       | Dennis Olsen          | SSR Performance           | Porsche            |
| 6       | C2    | Spa-Francorchamps | René Rast             | Rolf Ineichen         | Nick Cassidy          | AlphaTauri AF Corse       | Ferrari            |
| 7       | C1    | Spielberg         | Nick Cassidy          | Mirko Bortolotti      | Nick Cassidy          | AlphaTauri AF Corse       | Ferrari            |
| 7       | C2    | Spielberg         | Maro Engel            | Lucas Auer            | Thomas Preining       | KÜS Team Bernhard         | Porsche            |
| 8       | C1    | Hockenheim        | Lucas Auer            | Sheldon van der Linde | Lucas Auer            | Mercedes-AMG Team Winward | Mercedes-AMG       |
| 8       | C2    | Hockenheim        | René Rast             | Marco Wittmann        | Marco Wittmann        | Walkenhorst Motorsport    | BMW                |
| Fuente: |       |                   |                       |                       |                       |                           |                    |

## Clasificaciones

### Sistema de puntuación
Carrera
| Posición | 1.º | 2.º | 3.º | 4.º | 5.º | 6.º | 7.º | 8.º | 9.º | 10.º |
| Puntos   | 25  | 18  | 15  | 12  | 10  | 8   | 6   | 4   | 2   | 1    |

Clasificación
| Posición | 1.º | 2.º | 3.º |
| Puntos   | 3   | 2   | 1   |

### Campeonato de Pilotos
| Pos.                                            | Piloto                | POR | POR | LAU | LAU | IMO | IMO  | NOR  | NOR | NÜR | NÜR | SPA  | SPA  | SPI | SPI | HOC | HOC  | Puntos |
| ----------------------------------------------- | --------------------- | --- | --- | --- | --- | --- | ---- | ---- | --- | --- | --- | ---- | ---- | --- | --- | --- | ---- | ------ |
| 1                                               | Sheldon van der Linde | 7   | 8   | 12  | 1   | 8   | 5    | Ret  | 15  | 1   | 91  | 12   | 2    | 11  | 11  | 2   | 3    | 164    |
| 2                                               | Lucas Auer            | 13  | 22  | 31  | 8   | Ret | 4    | Ret  | 13  | 5   | 3   | Ret3 | 4    | 4   | 6   | 1   | 7    | 153    |
| 3                                               | René Rast             | Ret | 12  | 8   | 32  | 1   | Ret  | 3    | 3   | 9   | Ret | 4    | Ret1 | 21  | 10  | 5   | 21   | 149    |
| 4                                               | Mirko Bortolotti      | 31  | 32  | 6   | 6   | 3   | 10   | Ret  | 2   | Ret | 19  | 8    | 10   | 3   | 8   | 73  | Ret  | 121    |
| 5                                               | Thomas Preining       | 13  | Ret | Ret | Ret | 43  | Ret  | 12   | 9   | Ret | 7   | 32   | 3    | 5   | 1   | Ret | DNS  | 116    |
| 6                                               | Luca Stolz            | 2   | Ret | 2   | 12  | 11  | 12   | 7    | 8   | 17  | 1   | 15   | 5    | 10  | 2   | 92  | 9    | 108    |
| 7                                               | Nico Müller           | Ret | 1   | Ret | 5   | 2   | 8    | Ret  | 12  | Ret | 6   | 6    | 22   | 63  | 7   | 8   | 6    | 105    |
| 8                                               | Marco Wittmann        | Ret | 4   | Ret | 10  | 7   | 3    | Ret  | 43  | 8   | 10  | 9    | 9    | 14  | 12  | 3   | 1    | 98     |
| 9                                               | Kelvin van der Linde  | 4   | 6   | Ret | 20  | 5   | 13   | Ret1 | Ret | 2   | 42  | 5    | 14   | 8   | Ret | 12  | 5    | 90     |
| 10                                              | Dennis Olsen          | 5   | 11  | Ret | 11  | 9   | Ret  | 2    | 5   | Ret | 23  | 1    | 19   | Ret | 9   | Ret | DNS  | 89     |
| 11                                              | Maximilian Götz       | 11  | 5   | 10  | 15  | 20  | 9    | 6    | 6   | 4   | 5   | 2    | 15   | 9   | 202 | 15  | Ret  | 74     |
| 12                                              | Maro Engel            | 10  | 10  | 53  | 23  | 10  | 7    | Ret  | 10  | 16  | Ret | Ret  | 23   | 7   | 31  | 11  | Ret  | 65     |
| 13                                              | Nick Cassidy          |     |     | 9   | 23  | 14  | 17   |      |     | 7   | Ret | 10   | 13   | 12  | 183 | Ret | DNS  | 64     |
| 14                                              | Philipp Eng           | 9   | Ret | Ret | 4   | 12  | 6    | 5    | 11  | 6   | Ret | Ret  | 7    | 12  | 5   | 6   | Ret  | 64     |
| 15                                              | Ricardo Feller        | 6   | 9   | Ret | 7   | Ret | 1    | 8    | Ret | 3   | Ret | 18   | 13   | 15  | 22  | Ret | 12   | 63     |
| 16                                              | Felipe Fraga          | Ret | 23  | Ret | DNS | Ret | Ret2 | Ret  | 1   | Ret | DSQ | 7    | 8    | Ret | 15  | 13  | DNS  | 60     |
| 17                                              | Dev Gore              | Ret | 20  | 16  | 17  | Ret | 2    | Ret  | 19  | Ret | Ret | 21   | 25   | 20  | Ret | 4   | 11   | 30     |
| 18                                              | Laurens Vanthoor      | 8   | 7   | 7   | 9   | 13  | Ret  | 4    | 16  | Ret | 11  | Ret  | 12   | Ret | 16  |     |      | 30     |
| 19                                              | Arjun Maini           | 17  | 13  | 4   | 13  | 16  | 18   | Ret  | 14  | 15  | 14  | 14   | 11   | 13  | 4   | Ret | DNS  | 24     |
| 20                                              | Mikaël Grenier        | 152 | Ret | Ret | Ret | 19  | 15   | 9    | Ret | 10  | 8   | Ret  | 6    | Ret | DNS | Ret | DNS  | 17     |
| 21                                              | Marius Zug            | 18  | 16  | 15  | Ret | 17  | Ret  | 11   | Ret | 14  | 12  | 17   | 16   | 19  | 19  | Ret | 43   | 13     |
| 22                                              | Clemens Schmid        | 21  | 19  | 17  | Ret | 6   | Ret  | 10   | 17  | 12  | Ret | 22   | 26   | Ret | 17  | Ret | Ret2 | 11     |
| 23                                              | Ayhancan Güven        |     |     |     |     |     |      | Ret3 | 7   |     |     |      |      |     |     |     |      | 7      |
| 24                                              | Leon Köhler           |     |     |     |     |     |      |      |     |     |     |      |      | Ret | 13  | 16  | 8    | 4      |
| 25                                              | Maximilian Buhk       | 19  | 17  | 11  | 22  | 18  | Ret  | Ret  | Ret | 11  | 13  | 16   | 21   | 17  | 14  | 10  | Ret  | 1      |
| 26                                              | Alessio Deledda       | 22  | 23  | 19  | 21  | 22  | 16   | Ret  | 18  | 20  | 16  | 20   | 18   | 21  | 21  | Ret | 10   | 1      |
| 27                                              | Rolf Ineichen         | Ret | Ret | 14  | 16  | 15  | Ret  |      |     | 18  | 17  | 19   | 17   | 18  | 23  | Ret | DNS  | 1      |
| 28                                              | David Schumacher      | 20  | 15  | Ret | 14  | 21  | Ret  | Ret  | Ret | Ret | Ret | 11   | 20   | 16  | 24  | Ret | DNS  | 0      |
| 29                                              | Esteban Muth          | 14  | 14  | 12  | 18  | Ret | 14   | Ret  | DNS | 13  | 15  | 13   | 24   |     |     |     |      | 0      |
| 30                                              | Nicki Thiim           | 12  | Ret | 13  | Ret |     |      |      |     |     |     |      |      |     |     |     |      | 0      |
| 31                                              | Christian Engelhart   |     |     |     |     |     |      |      |     |     |     |      |      |     |     | 14  | Ret  | 0      |
| 32                                              | Sébastien Loeb        | 16  | 18  |     |     |     |      |      |     |     |     |      |      |     |     |     |      | 0      |
| 33                                              | Esmee Hawkey          | Ret | 21  | 18  | 19  |     |      |      |     |     |     |      |      |     |     |     |      | 0      |
| NC                                              | Franck Perera         |     |     |     |     |     |      | Ret  | DNS |     |     |      |      |     |     |     |      | 0      |
| Pilotos invitados inelegibles para sumar puntos |                       |     |     |     |     |     |      |      |     |     |     |      |      |     |     |     |      |        |
|                                                 | Timo Glock            |     |     |     |     | Ret | 11   |      |     |     |     |      |      |     |     |     |      |        |
|                                                 | Theo Oeverhaus        |     |     |     |     |     |      |      |     | 19  | 18  |      |      |     |     |     |      |        |
| Pos.                                            | Piloto                | POR | POR | LAU | LAU | IMO | IMO  | NOR  | NOR | NÜR | NÜR | SPA  | SPA  | SPI | SPI | HOC | HOC  | Puntos |

| Color     | Resultado                                                               |
| --------- | ----------------------------------------------------------------------- |
| Oro       | Ganador                                                                 |
| Plata     | 2.ª plaza                                                               |
| Bronce    | 3.ª plaza                                                               |
| Verde     | Finalizó en los puntos                                                  |
| Azul      | Finalizó sin puntos                                                     |
| Azul      | NC - No clasificado                                                     |
| Violeta   | Ret - No terminó (Carrera)                                              |
| Rojo      | DNQ - No se clasificó                                                   |
| Negro     | DSQ - Descalificado                                                     |
| Blanco    | DNS - No empezó (carrera)                                               |
| Blanco    | WD - Retirado (fin de semana)                                           |
| Blanco    | C - Carrera cancelada                                                   |
| Sin color | DNP - Inscrito pero no participó                                        |
| Sin color | INJ - Lesionado                                                         |
| Sin color | EX - Excluido                                                           |
| Estado    | Resultado                                                               |
| Negrita   | Pole position                                                           |
| Cursiva   | Vuelta rápida                                                           |
| †         | Abandona, pero clasifica al completar el porcentaje requerido para ello |

Fuente: DTM.

### Campeonato de Equipos
| Pos. | Equipo                                | Puntos |
| ---- | ------------------------------------- | ------ |
| 1    | Schubert Motorsport                   | 185    |
| 2    | Team Abt Sportsline                   | 142    |
| 3    | Red Bull AF Corse AlphaTauri AF Corse | 129    |
| 4    | Mercedes-AMG Team HRT                 | 124    |
| 5    | SSR Performance                       | 119    |
| 6    | Team Abt                              | 118    |
| 7    | Mercedes-AMG Team Winward             | 118    |
| 8    | KÜS Team Bernhard                     | 115    |
| 9    | Team Rosberg                          | 111    |
| 10   | GRT Grasser Racing Team               | 111    |
| 11   | Mercedes-AMG Team GruppeM Racing      | 81     |
| 12   | Mercedes-AMG Team Winward Racing      | 73     |
| 13   | Walkenhorst Motorsport                | 57     |
| 14   | GRT grasser-racing.com                | 9      |
| 15   | Mercedes-AMG Team Mücke Motorsport    | 0      |
| 16   | Attempto Racing                       | 0      |
| 17   | T3 Motorsport                         | 0      |

### Campeonato de Fabricantes
| Pos. | Fabricante   | Puntos |
| ---- | ------------ | ------ |
| 1    | Mercedes-AMG | 372    |
| 2    | Audi         | 371    |
| 3    | BMW          | 242    |
| 4    | Porsche      | 234    |
| 5    | Ferrari      | 129    |
| 6    | Lamborghini  | 120    |